# パキスタン陸軍総司令部襲撃事件
パキスタン陸軍総司令部襲撃事件（パキスタンりくぐんそうしれいぶしゅうげきじけん）は、2009年10月10日にパキスタン・ラーワルピンディーに所在するパキスタン軍総司令部が武装集団に襲撃された事件。10人から成る武装集団は治安部隊の制服を着用し、パキスタン陸軍総司令部に続く検問所を襲撃。その後、建物に篭るも翌日パキスタン軍に制圧された。

## 背景
パキスタン軍は連邦直轄部族地域および北西辺境州にてワジリスタン紛争のため、軍事作戦を遂行している。軍当局はこの事件を事件後、ワジリスタンにおける軍事作戦に対する報復の一環である可能性を示唆した。事件に先立ちパキスタンの新聞ニュース・インターナショナル（英語版）は10月5日付けの報道で、パンジャブ内務省の制服を着用した武装闘士が総司令部に攻撃すると警告していた。デイリー・ジャン（英語版）も同様の報道をしていた。

## 初期行動
武装集団10人は治安部隊の制服に偽装し洗練された火器を保有していた。この集団は白色のバンに乗車し、始めに軍総司令部に続く第1検問所を銃や手榴弾および爆発物で攻撃。これにより武装集団5人と警備兵6人が死亡した。この死者には准将と中佐が含まれる。その後、襲撃者は一般人と高級軍人を含む人質42人を本部付近にある建物に連行した。

## 救出作戦
パキスタン軍はSSGを投入し、人質救出作戦を実行した。人質22人は武装闘士の自爆の危機に晒されていたが、その後突入部隊によって射殺された。10月11日午前6時、特殊部隊は建物に突入し、武装集団を制圧し人質を救出した。この突入で立て篭もっていた武装集団5人の内1人を拘束し人質約40人を救出するも、特殊部隊員2人、人質3人、武装集団4人が死亡した。首謀者と目されるアキール（Aqeel、別名ウスマン博士、Dr Usman）はラホールクリケットスリランカ代表襲撃事件やパルヴェーズ・ムシャラフ前大統領搭乗機攻撃計画の立案に関与しているとされる。アキールは他の武装闘士とは別の建物で5人を人質に捕っていたが、救出部隊突入時に自爆を試みるも突入部隊により阻止された。救出作戦は11日午後に完了すると発表され、作戦中の22時間で少なくとも3回の爆発音が聞こえた。

## 余波
事件後、襲撃者2人の写真が公開される。これによればパキスタン・ターリバーン運動であるとし、ハルカトル・ジハード・アルイスラミ（英語版）の攻撃を非難した。しかし、両グループとも責任は無いと主張した。
地元テレビ局の報道によれば、この武装集団はパキスタン・ターリバーン運動で、その犯行声明において仲間の釈放を要求していた。パキスタン政府は南ワジリスタンにおける本格的地上作戦を開始する矢先でのこの事件に衝撃が広がっている。
陸軍参謀総長アシュファク・パルヴェーズ・キアニ大将は事件発生当時不在であった為、難を逃れた。国軍の中枢部が襲撃されるに至り、同国の核兵器管理に国際社会は懸念する。核管理について、アメリカ調査機関によれば2007年と2008年の2年間で計3回にわたり核関連施設が襲撃されているとされ、ヒラリー・クリントンアメリカ合衆国国務長官とデイヴィッド・ミリバンド外務英連邦大臣は11日の記者会見でパキスタンの核管理を擁護した。